# Macun (Jiaozuo)
Macun (chinesisch 马村区, Pinyin Mǎcūn Qū) ist ein Stadtbezirk der bezirksfreien Stadt Jiaozuo in der chinesischen Provinz Henan. Er hat eine Fläche von 118,3 km² und zählt 141.800 Einwohner (Stand: Ende 2018).

## Administrative Gliederung
Auf Gemeindeebene setzt sich der Stadtbezirk aus sieben Straßenvierteln zusammen. 